# Vuelta a España 2023/3. Etappe
Die 3. Etappe der Vuelta a España 2023 fand am 28. August 2023 statt und endete mit der ersten Bergankunft der 78. Austragung des spanischen Etappenrennens. Die Strecke führte von Súria über 158,5 nach Andorra, wo sich das Ziel in Arinsal auf einer Höhe von 1914 Metern befand. Zuvor wurde mit dem Coll d’Ordino ein weiterer Pyrenäen-Pass überquert. Nach der Zielankunft hatten die Fahrer insgesamt 355,1 Kilometer absolviert, was 11,2 % der Gesamtdistanz der Rundfahrt entspricht.
Den Etappensieg sicherte sich der Remco Evenepoel (Soudal Quick-Step), der sich im Sprint vor Jonas Vingegaard (Jumbo-Visma) und Juan Ayuso (UAE Team Emirates) durchsetzte. Zudem übernahm der Belgier das Rote Trikot.

## Streckenführung
Nach dem Start in Súria führte die Strecke vorbei am Castell de Cardona nach Solsona. Die ersten rund 40 Kilometer beinhalteten zwei längere Anstiege, die jedoch nicht kategorisiert waren, ehe Oliana erreicht wurde. Nun führte die Strecke gen Norden und stieg dabei stetig leicht an. Kurz nach La Seu d’Urgell wurde die Landesgrenze zu Andorra bei Kilometer 107,1 überquert und es folgte der einzige Zwischensprint nach 116,7 Kilometern in der Hauptstadt Andorra la Vella. Im Anschluss erfolgte die Auffahrt auf den Coll d’Ordino (1980 m), der aus östlicher Richtung über Encamp und Canillo befahren wurde. Der Anstieg der 1. Kategorie wies auf einer Länge von 17,3 Kilometern eine durchschnittliche Steigung von 7,7 % auf und wurde 21,4 Kilometer vor dem Ziel passiert. Auf der Kuppe wurde zudem ein Bonussprint ausgefahren, bei dem Zeitbonifikationen für das Gesamtklassement vergeben wurden. Die nachfolgende Abfahrt leitete die Fahrer nach Ordino, ehe der Schlussanstieg wenig später in La Massana begann.
Die Auffahrt zum Skigebiet von Arinsal war 8,3 Kilometer lang und wies ebenfalls eine durchschnittliche Steigung von 7,7 % auf. Nachdem das Ortsgebiet von Arinsal durchfahren worden war, folgten rund drei Kilometer vor der Zielankunft die anspruchsvollsten Kilometer, die Steigungsschnitte von mehr als 9 % aufwiesen. Im Ziel wurde auf einer Höhe von 1914 Metern eine Bergwertung der 1. Kategorie abgenommen.
|                            | Ort              | Kilometer | Länge (km) | Höhe (m) | Ø Steigung |
| -------------------------- | ---------------- | --------- | ---------- | -------- | ---------- |
| Start                      | Súria            | 0,0       |            |          |            |
| Zwischensprint             | Andorra la Vella | 116,7     |            |          |            |
| Bergwertung (1. Kategorie) | Coll d’Ordino    | 137,1     | 17,3       | 1980     | 7,7 %      |
| Bonussprint                | Coll d’Ordino    | 137,1     |            |          |            |
| Bergwertung (1. Kategorie) | Arinsal          | 158,5     | 8,3        | 1914     | 7,7 %      |
| Ziel                       | Arinsal          | 158,5     |            |          |            |

## Rennverlauf
Nach dem offiziellen Start dauerte es rund 40 Kilometer, bis sich eine Fluchtgruppe bildete. In dieser waren mit Damiano Caruso, Jasha Sutterlin (beide Bahrain Victorious), Lennard Kämna (Bora-hansgrohe), Jon Barrenetxea (Caja Rural-Seguros RGA), Andrea Vendrame (AG2R Citroën), Mathis Le Berre (Arkéa-Samsic), Eduardo Sepúlveda (Lotto Dstny), Rune Herregodts (Intermarché-Circus-Wanty), Amanuel Ghebreigzabhier (Lidl-Trek), Manuel José Diàz (Burgos-BH) und Pierre Latour (TotalEnergies) elf Fahrer vertreten. Während die Ausreißergruppe einen Vorsprung von rund fünf Minuten herausfuhr übernahm, die Mannschaften Jumbo-Visma die Tempoarbeit im Hauptfeld. Beim Zwischensprint in Andorra la Vella setzte sich Andrea Vendrame vor Rune Herregodts und Mathis Le Berre durch und übernahm so die Führung in der Punktewertung. Nach getaner Arbeit viel Jasha Sütterlin als erster Fahrer der Spitzengruppe am Fuß des Coll d’Ordino (1980 m) zurück. Im Anstieg des Passes konnte der gesamtführende Andrea Piccolo (EF Education-EasyPost) dem Tempo des Hauptfeldes nicht folgen und fiel zurück, während dich an der Spitze des Rennens nur Damiano Caruso, Lennard Kämna und Eduardo Sepúlveda behaupten konnten. Kurz darauf griff Romain Bardet (DSM-Firmenich) rund zwei Kilometer vor der Passhöhe an konnte sich jedoch nicht entscheidend absetzten. Im Sprint um die Bergwertung setzte sich Eduardo Sepúlveda vor Damiano Caruso und Lennard Kämna durch. Der Vorsprung des Spitzen-Trios betrug jedoch nur noch rund eine Minute. In der Abfahrt fiel Eduardo Sepúlveda zurück, womit nur noch zwei Fahrer an der Spitze des Rennens verblieben.
Im unteren Teil des Schlussanstieg griff Lennard Kämna immer wieder an, konnte Damiano Caruso zunächst jedoch nicht distanzieren. Die beiden bauten jedoch ihren Vorsprung bei Gegenwindverhältnissen gegenüber dem Hauptfeld auf über eineinhalb Minuten aus, ehe Jay Vine (UAE Team Emirates) rund fünf Kilometer vor dem Ziel das Tempo im Hauptfeld forcierte. Rund zwei Kilometer vor dem Ziel griff Juan Ayuso (UAE Team Emirates) an, wodurch die Gruppe des Gesamtklassement-Fahrer endgültig zerfiel. Während Geraint Thomas (Ineos Grenadiers) zurückfiel, setzte sich Sepp Kuss (Jumbo-Visma) von den anderen Favoriten ab und fuhr zu Lennard Kämna vor, der sich drei Kilometer vor dem Ziel von Damiano Caruso absetzten hatte können. Ihm folgte zunächst nur Marc Soler (UAE Team Emirates), ehe eine Gruppe von rund 15 Fahrern zur Spitze aufschloss. Im Zielsprint setzte sich Remco Evenepoel (Soudal Quick-Step) vor Jonas Vingegaard (Jumbo-Visma) und Juan Ayuso durch. Auf Rang vier folgte der dreimalige Vuelta-a-España-Sieger Primož Roglič (Jumbo-Visma). Im Ziel wurden die Fahrer zwei bis elf mit derselben Zeit gewertet. Zu den Verlieren des Tages zählten die beiden Ineos Grenadiers Fahrer Thymen Arensman und Geraint Thomas, die 21 und 47 Sekunden verloren. Hugh Carthy (EF Education-EasyPost) und Mikel Landa (Bahrain Victorious) verloren mehr als eine Minute, während Eddie Dunbar (Jayco AlUla), Sergio Higuita (Bora-hansgrohe) und Max Poole (DSM-Firmenich) bereits nach der ersten Bergankunft einen Rückstand von mehreren Minuten aufwiesen.
In der Gesamtwertung übernahm Remco Evenepoel das Rote Trikot von Andrea Piccolo, der das Ziel mit einem Rückstand von mehr als zwölf Minuten erreichte. Hinter dem Vorjahres-Sieger lag Enric Mas (Movistar) mit fünf Sekunden Rückstand auf Rang zwei, gefolgt von dem Franzosen Lenny Martinez (Groupama-FDJ), der elf Sekunden zurücklag. Jonas Vingegaard und Primož Roglič wiesen auf den Plätzen vier und zehn Rückstände von 31 und 37 Sekunden auf. Neben der Gesamtwertung übernahm Remco Evenepoel auch die Führung in der Nachwuchswertung und Bergwertung, wobei er bei letzterer punktegleich mit Eduardo Sepúlveda auf dem ersten Rang lag. In der Punktewertung übernahm Andrea Venrdame das Grüne Trikot. Damiano Caruso wurde zum kämpferischsten Fahrer gewählt und das Team Jumbo-Visma übernahm die Führung in der Mannschaftswertung. Alle 174 Starter erreichten das Ziel.

## Ergebnis
| \| Etappenergebnis \| Etappenergebnis \| Etappenergebnis \| Etappenergebnis \| Etappenergebnis \| \| Fahrer \| Fahrer \| Land \| Team \| Zeit \| \| --------------- \| ----------------- \| ---------------- \| ----------------- \| --------------- \| \| 1. \| Remco Evenepoel \| Belgien \| Soudal Quick-Step \| 4 h 15 min 39 s \| \| 2. \| Jonas Vingegaard \| Dänemark \| Jumbo-Visma \| + 1 s \| \| 3. \| Juan Ayuso \| Spanien \| UAE Team Emirates \| + 1 s \| \| 4. \| Primož Roglič \| Slowenien \| Jumbo-Visma \| + 1 s \| \| 5. \| Marc Soler \| Spanien \| UAE Team Emirates \| + 1 s \| \| 6. \| Enric Mas \| Spanien \| Movistar Team \| + 1 s \| \| 7. \| Lenny Martinez \| Frankreich \| Groupama-FDJ \| + 1 s \| \| 8. \| Cian Uijtdebroeks \| Belgien \| Bora-Hansgrohe \| + 1 s \| \| 9. \| João Almeida \| Portugal \| UAE Team Emirates \| + 1 s \| \| 10. \| Alexander Wlassow \| Neutrales Banner \| Bora-Hansgrohe \| + 1 s \| |                   |                  |                   |                 |
| |                   |                  |                   |                 |
| Quelle: ProCyclingStats |                   |                  |                   |                 |
| Etappenergebnis |                   |                  |                   |                 |
| Fahrer | Fahrer            | Land             | Team              | Zeit            |
| 1. | Remco Evenepoel   | Belgien          | Soudal Quick-Step | 4 h 15 min 39 s |
| 2. | Jonas Vingegaard  | Dänemark         | Jumbo-Visma       | + 1 s           |
| 3. | Juan Ayuso        | Spanien          | UAE Team Emirates | + 1 s           |
| 4. | Primož Roglič     | Slowenien        | Jumbo-Visma       | + 1 s           |
| 5. | Marc Soler        | Spanien          | UAE Team Emirates | + 1 s           |
| 6. | Enric Mas         | Spanien          | Movistar Team     | + 1 s           |
| 7. | Lenny Martinez    | Frankreich       | Groupama-FDJ      | + 1 s           |
| 8. | Cian Uijtdebroeks | Belgien          | Bora-Hansgrohe    | + 1 s           |
| 9. | João Almeida      | Portugal         | UAE Team Emirates | + 1 s           |
| 10. | Alexander Wlassow | Neutrales Banner | Bora-Hansgrohe    | + 1 s           |

## Gesamtstände
| \| Gesamtwertung \| Gesamtwertung \| Gesamtwertung \| Gesamtwertung \| Gesamtwertung \| \| Fahrer \| Fahrer \| Land \| Team \| Zeit \| \| ------------- \| ----------------- \| ---------------- \| ------------------ \| ----------------- \| \| 1. \| Remco Evenepoel \| Belgien \| Soudal Quick-Step \| + 8 h 43 min 11 s \| \| 2. \| Enric Mas \| Spanien \| Movistar Team \| + 5 s \| \| 3. \| Lenny Martinez \| Frankreich \| Groupama-FDJ \| + 11 s \| \| 4. \| Jonas Vingegaard \| Dänemark \| Jumbo-Visma \| + 31 s \| \| 5. \| Alexander Wlassow \| Neutrales Banner \| Bora-Hansgrohe \| + 33 s \| \| 6. \| Cian Uijtdebroeks \| Belgien \| Bora-Hansgrohe \| + 33 s \| \| 7. \| Romain Bardet \| Frankreich \| Team DSM-Firmenich \| + 35 s \| \| 8. \| Santiago Buitrago \| Kolumbien \| Bahrain Victorious \| + 35 s \| \| 9. \| Wilco Kelderman \| Niederlande \| Jumbo-Visma \| + 37 s \| \| 10. \| Primož Roglič \| Slowenien \| Jumbo-Visma \| + 37 s \| |                   |                  |                    |                   |
| |                   |                  |                    |                   |
| Quelle: ProCyclingStats |                   |                  |                    |                   |
| Gesamtwertung |                   |                  |                    |                   |
| Fahrer | Fahrer            | Land             | Team               | Zeit              |
| 1. | Remco Evenepoel   | Belgien          | Soudal Quick-Step  | + 8 h 43 min 11 s |
| 2. | Enric Mas         | Spanien          | Movistar Team      | + 5 s             |
| 3. | Lenny Martinez    | Frankreich       | Groupama-FDJ       | + 11 s            |
| 4. | Jonas Vingegaard  | Dänemark         | Jumbo-Visma        | + 31 s            |
| 5. | Alexander Wlassow | Neutrales Banner | Bora-Hansgrohe     | + 33 s            |
| 6. | Cian Uijtdebroeks | Belgien          | Bora-Hansgrohe     | + 33 s            |
| 7. | Romain Bardet     | Frankreich       | Team DSM-Firmenich | + 35 s            |
| 8. | Santiago Buitrago | Kolumbien        | Bahrain Victorious | + 35 s            |
| 9. | Wilco Kelderman   | Niederlande      | Jumbo-Visma        | + 37 s            |
| 10. | Primož Roglič     | Slowenien        | Jumbo-Visma        | + 37 s            |

| Punktewertung | Punktewertung    | Punktewertung | Punktewertung            | Punktewertung |
| Fahrer        | Fahrer           | Land          | Team                     | Punkte        |
| ------------- | ---------------- | ------------- | ------------------------ | ------------- |
| 1.            | Andrea Vendrame  | Italien       | AG2R Citroën Team        | 42 P.         |
| 2.            | Andreas Kron     | Dänemark      | Lotto Dstny              | 30 P.         |
| 3.            | Kaden Groves     | Australien    | Alpecin-Deceuninck       | 25 P.         |
| 4.            | Remco Evenepoel  | Belgien       | Soudal Quick-Step        | 20 P.         |
| 5.            | Andrea Piccolo   | Italien       | EF Education-EasyPost    | 20 P.         |
| 6.            | Andrea Bagioli   | Italien       | Soudal Quick-Step        | 19 P.         |
| 7.            | Jonas Vingegaard | Dänemark      | Jumbo-Visma              | 17 P.         |
| 8.            | Javier Romo      | Spanien       | Astana Qazaqstan Team    | 17 P.         |
| 9.            | Rune Herregodts  | Belgien       | Intermarché-Circus-Wanty | 17 P.         |
| 10.           | Fernando Barceló | Spanien       | Caja Rural-Seguros RGA   | 17 P.         |

| Bergwertung | Bergwertung       | Bergwertung | Bergwertung            | Bergwertung |
| Fahrer      | Fahrer            | Land        | Team                   | Punkte      |
| ----------- | ----------------- | ----------- | ---------------------- | ----------- |
| 1.          | Remco Evenepoel   | Belgien     | Soudal Quick-Step      | 10 P.       |
| 2.          | Eduardo Sepúlveda | Argentinien | Lotto Dstny            | 10 P.       |
| 3.          | Matteo Sobrero    | Italien     | Team Jayco AlUla       | 6 P.        |
| 4.          | Javier Romo       | Spanien     | Astana Qazaqstan Team  | 6 P.        |
| 5.          | Jonas Vingegaard  | Dänemark    | Jumbo-Visma            | 6 P.        |
| 6.          | Damiano Caruso    | Italien     | Bahrain Victorious     | 6 P.        |
| 7.          | Juan Ayuso        | Spanien     | UAE Team Emirates      | 4 P.        |
| 8.          | Lennard Kämna     | Deutschland | Bora-Hansgrohe         | 4 P.        |
| 9.          | Andreas Kron      | Dänemark    | Lotto Dstny            | 3 P.        |
| 10.         | Joel Nicolau      | Spanien     | Caja Rural-Seguros RGA | 3 P.        |

| Nachwuchswertung | Nachwuchswertung  | Nachwuchswertung   | Nachwuchswertung      | Nachwuchswertung |
| Fahrer           | Fahrer            | Land               | Team                  | Zeit             |
| ---------------- | ----------------- | ------------------ | --------------------- | ---------------- |
| 1.               | Remco Evenepoel   | Belgien            | Soudal Quick-Step     | 8 h 43 min 11 s  |
| 2.               | Lenny Martinez    | Frankreich         | Groupama-FDJ          | + 11 s           |
| 3.               | Cian Uijtdebroeks | Belgien            | Bora-Hansgrohe        | + 33 s           |
| 4.               | Santiago Buitrago | Kolumbien          | Bahrain Victorious    | + 35 s           |
| 5.               | Juan Ayuso        | Spanien            | UAE Team Emirates     | + 38 s           |
| 6.               | João Almeida      | Portugal           | UAE Team Emirates     | + 42 s           |
| 7.               | Thymen Arensman   | Niederlande        | Ineos Grenadiers      | + 45 s           |
| 8.               | Sean Quinn        | Vereinigte Staaten | EF Education-EasyPost | + 1 min 39 s     |
| 9.               | Diego Camargo     | Kolumbien          | EF Education-EasyPost | + 1 min 47 s     |
| 10.              | Einer Rubio       | Kolumbien          | Movistar Team         | + 2 min 02 s     |

| Mannschaftswertung | Mannschaftswertung     | Mannschaftswertung           | Mannschaftswertung |
| Team               | Team                   | Land                         | Zeit               |
| ------------------ | ---------------------- | ---------------------------- | ------------------ |
| 1.                 | Jumbo-Visma            | Niederlande                  | 25 h 35 min 20 s   |
| 2.                 | UAE Team Emirates      | Vereinigte Arabische Emirate | + 5 s              |
| 3.                 | Bora-Hansgrohe         | Deutschland                  | + 32 s             |
| 4.                 | Soudal Quick-Step      | Belgien                      | + 1 min 21 s       |
| 5.                 | Ineos Grenadiers       | Vereinigtes Königreich       | + 1 min 40 s       |
| 6.                 | Bahrain Victorious     | Bahrain                      | + 2 min 20 s       |
| 7.                 | EF Education-EasyPost  | Vereinigte Staaten           | + 3 min 30 s       |
| 8.                 | Movistar Team          | Spanien                      | + 3 min 32 s       |
| 9.                 | Arkéa-Samsic           | Frankreich                   | + 8 min 31 s       |
| 10.                | Caja Rural-Seguros RGA | Spanien                      | + 12 min 12 s      |

## Trivia
Nach dem Zielstrich kollidierte der Etappensieger Remco Evenepoel mit einer Betreuerin und kam zu Sturz. Auf den Fernsehbildern sah man den Belgier im Anschluss mit einer blutigen Wunde über dem rechten Auge.